# Felisa Aguilar Arellano
Felisa Josefina Aguilar Arellano (Estado de México) es una científica e investigadora mexicana, dedicada a la Paleontología. Es profesora-investigadora del Instituto Nacional de Antropología e Historia, con sede en Coahuila, México. Fue Presidenta del Consejo de Paleontología de la misma institución. Actualmente es la responsable académica del Centro de Investigación Paleontológica Quinametzin del INAH.

## Trayectoria académica
Estudió la Licenciatura en Biología (1994-1999) y la Maestría en Ciencias Biológicas [Sistemática] (2001-2003) en la Universidad Nacional Autónoma de México. En 2004 se convirtió en la primera y única paleontóloga contratada por el Instituto Nacional de Antropología e Historia, con ese perfil profesional.
Sus líneas de investigación se orientan a la paleontología de vertebrados, los procesos de gestión y puesta en valor del patrimonio paleontológico en México, y a la educación patrimonial.
Gran parte de su trabajo se ha dedicado a la investigación en torno a los fósiles encontrados en el territorio mexicano, en especial, aquellos identificados como propios del período Cretácico en la zona que hoy es el desierto de Coahuila. Con el trabajo científico y de gestión que Felisa Aguilar Arellano ha desempeñado, el INAH pudo establecer en 2018 la primera zona paleontológica en México disponible a la visita pública, llamada Rincón Colorado, ubicada en el municipio de General Cepeda, en el Estado de Coahuila.

## Hallazgos y contribuciones
- Rescate paleontológico de un esqueleto semiarticulado de un hadrosáurido Dinopato (ornithischia: Hadrosauridae),[7][8][9][10] catalogado como Tlatolophus galorum,[11] términos que provienen del náhuatl tlahtolli que significa “palabra”, y de la palabra griega lophus que significa “cresta”, debido al parecido de la cresta con la palabra glifo de la iconografía mexica.[8]

## Publicaciones
Ejemplos de las publicaciones nacionales e internacionales en las que Felisa Aguilar Arellano ha colaborado como autora o co-autora, son las que se listan a continuación:
1. Remains of Mammuthus housed in the collections of the Instituto Nacional de Antropología e Historia, México[12]
2. New Record of the Aquatic Fern Marsilea, from the Olmos Formation (Upper Campanian), Coahuila, Mexico[13]
3. El clima durante el Plioceno en la región de Santa María Amajac, Hidalgo, México[14]
4. Los fósiles del Museo de Múzquiz AC y su resguardo patrimonial por el Instituto Nacional de Antropología e Historia[15]
5. How is the paleontological heritage of Mexico and other Latin American countries protected?[16]
6. The Council of Paleontology of INAH: Background and perspectives[17]
7. ¿ Qué sabemos sobre la legislación de los fósiles en México?, un análisis preliminar[18]
8. Experiences and perspectives for the conservation of the paleontological heritage in Mexico[19]
9. Una reflexión en el Día Internacional del fósil. La protección del patrimonio paleontológico en México
10. ¿Cómo proteger yacimientos paleontológicos?, lo experiencia del INAH en Coahuila.; Adorando a los dioses en el universo Olmeca: los incensarios de Zazacatla.